# 風雲 (漫畫)
《風雲》是香港漫畫家馬榮成編繪的武俠漫畫，劇本由丹青撰寫，天下出版出版。
《風雲》是幻想式武俠故事，沒有明確的歷史背景，但依照人物造型和故事情節可以推斷故事發生在中國歷史上的明朝（故事中曾發生皇帝練成絕世武功十方無敵、日本天皇入侵中土、及相關小說中慕應雄父子聯絡外族入侵等虛構事件，可以認為整個故事都是發生在架空歷史中），主要是圍繞於兩位主角聶風（風）和步驚雲（雲）；因他們由天下第一大幫天下會出道背景及一身不凡的武功，令武林中的大大小小事都往往與他們牽上關係。
漫畫由1989年起連載至2015年完結，全三部，共675回。

## 连载历史
《风云》漫画最早以周刊的形式发行。由于工作压力等各方面因素，后改为十天一刊，再改为双周刊。《风云》連載於在《天下画集》里面的。《天下画集》最早的1－4期叫做《两极》和《黄昏战士》两个短篇，第5期才开始连载《风云》，第30期又连载了《杀机》和《异梦》两个短篇，第31期为《步惊云外传》及《异梦》的结局，32期为《步惊云外传》下集，所以到《风云》第一部第114回完结篇，是刊登在《天下画集》第121期，因此《风云》与《天下画集》的期数有7期的差异，所以《风云》并没有115－121的编号。
《天下画集》第122期开始连载《风云》第二部，但马荣成将第二部以「单元故事发表」，第一个单元故事叫《剑圣战书》，也就是《天下画集》第122－123期的内容，接着第二个单元《狮子心》、第三个单元《剑圣之路》等等，但是到了《天下画集》第223期，却取消「单元故事」模式，改称为《风云》第216期，直到《天下画集》第254期，本来应该叫《风云》247回，马荣成却称为《绝战篇》第1回。因为第二部的编号实在太乱，所以从第二部开始就按《天下画集》的期数来为《风云》编号，第二部第1回就是《天下画集》122期，一直到259期，260期开始是第三部。

## 故事內容

### 第一部
一、風雲與雄霸
```
金鱗豈是池中物，一遇風雲便化龍。
九霄龍吟驚天變，風雲際會淺水游。
```

這是神相泥菩薩給天下會雄霸的四句批言，概括了他一生的命運。
前二句：「金鱗豈是池中物，一遇風雲便化龍。」是指雄霸前半生的霸業得力於聶風和步驚雲的幫助，因而完成。
後二句：「九霄龍吟驚天變，風雲際會淺水游。」則是指雄霸的失敗，亦是風雲所致。所謂：成也風雲，敗也風雲。
風雲的出現：
在凌雲窟一役後聶人王失蹤，其子聶風被雄霸所救收為入室弟子，傳予風神腿法。
霍驚覺十歲那年，由於霍步天不受雄霸的招攬，全家慘遭滅門。唯有驚覺目睹血案不哭不怕，來人以為與霍家無關，得免殺身之禍。後被無名所救，以其戾氣太重，不肯收為門徒。驚覺連夜出走，改回本名為步驚雲，投身天下會，伺機殺雄霸，報父仇。
聶風與步驚雲自小在天下會長大，因為二人立了不少汗馬功勞，分別被任命為神風堂及飛雲堂的堂主，助雄霸成就霸業，應了泥菩薩給雄霸的前段批言：「金鱗豈是池中物，一遇風雲便化龍。」
因此雄霸更加害怕泥菩薩的後段批言，於是定計分化三人，孔慈就是雄霸的一顆關鍵的棋子。她從小入天下會作婢女，與秦霜、步驚雲及聶風等三師兄弟自小青梅竹馬感情均甚好。
雄霸將四人造成一個四角關係，以孔慈來牽一髮而動全身。
孔慈為救聶風，身受步驚雲致命一擊，重傷而死。師兄弟三人因孔慈之死而反目成仇。後得文丑丑為求保命，背叛雄霸，向秦霜道出事實的真相，三人方始冰釋前嫌，合力對付雄霸。風雲以摩訶無量打敗雄霸，其後雄霸多番逃亡，元氣未復即被背叛的天池十二煞追殺，梟雄末路，無名代為退敵，條件是要他自廢武功。武功盡廢，加上雄心已滅，遂與愛女幽若退隱江湖，但最後被步驚雲尋至，幽若替他擋了致命一擊，雄霸萬念俱灰之際，挺身撲向步驚雲的劍鋒，貫胸而死。
二、風雲與絕無神
雄霸死後，步驚雲了結心願，與于楚楚隱居。聶風因為孔慈的關係，師兄弟分裂，天下大亂。其後心灰意冷，亦退隱江湖。
雄霸已死，天下會即被背叛的天池十二煞佔據，但隨即又被來自東瀛無神絕宮取代。東瀛無神絕宮的主人絕無神，自從建立無神絕宮後，其在東瀛的勢力如日中天，直逼天皇。野心日熾之際，遂欲染指中土的皇位，於是派遣其子絕心假扮當今皇帝，欲靠退位讓賢的陰謀，將皇位交予絕無神。無名與風雲三人為了天下蒼生，重出江湖，出征迎戰無神絕宮。
無神絕宮被無名與風雲等武林中人阻止，陰謀敗露，唯有挾持當今皇帝、龍王、鳳舞等人逃歸東瀛，無功而返。
三、風雲失蹤
風雲無名等人前往東瀛營救人質。其時竟得天皇幫助，原來絕無神因為恃勢生驕，未知得罪天皇，返回東瀛後，天皇連同其子絕心、風雲與無名等人，合力將無神絕宮鏟除，而絕無神最後亦被其子絕心所殺。
眾人返回中土。發現當初的絕無神只是欲染指中土皇位，而東瀛天皇更有一項驚天的大陰謀：「取中土的龍骨，斷中原的皇脈，偌大的中國從此世代淪入外族手中。」無名步驚雲等人從皇帝口中得悉天皇的意圖，馬上到藏龍骨的所在地「凌雲窟」加以阻止。天皇的最後殺著：完美一招前後被步驚雲與無名所破，天皇羞愧自殺。
聶風為救蒼生，自甘入魔，向第一邪皇求取更強的魔刀迎戰絕無神。其後接著受天皇驅控，更淪為魔道，不能自拔。助天皇取得龍骨後，受魔性所驅，帶著龍骨逃走失蹤。由於龍骨關係重大，引來多方人馬搶奪，最後龍骨被斷浪所奪，聶風和步驚雲上前追擊，結果被三人合擊所毀。
為蒼生而入魔道的聶風，龍骨毀，傳說的麒麟魔即將借聶風的身軀出現，將必生靈塗炭。步驚雲在聶風成魔之際破其真元，聶風恢復清醒。步驚雲用最後的內力將聶風反推回山上，步驚雲加速墜崖，從此失蹤。

### 第二部
千年老妖帝釋天
有傳聞，步驚雲墜下山崖後，聶風不願獨自苟活也跟著跳了下去，又有一說聶風厭倦世事，退隱江湖。
故事從一個叫懷空的年輕人說起，雖然步驚雲失蹤，但不少人仍關注著步驚雲的兵器，絕世好劍的下落，懷空亦為了某種目的四處尋訪絕世好劍。 而某天打探消息之際，竟給懷空遇上一個神情樣貌酷似步驚雲的漁夫“卓山”。懷空認為兩者可能有關，故也接近在卓山身旁查探，後來種種因緣際會，更讓卓山慢慢重拾他失去的記憶，後隨著雲的出現，風也跟著重出江湖。
正當此時武林中出現一股可怕勢力——天門，幾乎羅致了江湖的所有一等高手，其幕後的主腦：帝釋天，原來是二千年前為秦始皇尋得長生不老藥的「徐福」，因獲鳳凰服下鳳血而長生不死，二千年來憑著不死的身軀，遍習武林所有武學，功力已達天人境界。多年來一直隱居於萬里冰川當中，直至「龍元」的出現，令本就熟悉武林大小事的他，決定設下一個玩弄整個武林的遊戲。原來「龍元」與「鳳血」有異曲同功之妙，同樣可令人長生不老，因為他不想有人跟他一樣，擁有不死之身，所以矢志奪取龍元。
屠龍取真元，必須齊集天下間的七大神兵和七大高手的力量。帝釋天軟硬兼施，千方百計終於匯集七武來屠龍。
一番激戰，龍死，真元吐出，但眾人爭奪中，真元一分為七。
後來風雲二人激戰帝釋天，幾經波折，在婁創的新招之下，終於將帝釋天打敗，復被斷浪偷襲得手，殺死了帝釋天。斷浪最後取得二顆「龍元」，服下功力大增而天下無敵。
此時的斷浪更是氣焰囂張，目空一切，為擊敗風雲而統一武林不惜殘殺風雲的親人，最終被風雲二人合力擊殺。
斷浪最後雖被風雲所滅，但風雲二人亦因這場大戰而長埋冰川之下，武林從此有十數年的風平浪靜。

### 第三部
風雲大戰斷浪一役之後，轉眼十多年間，各大小門派都得到休養生息，有破舊立新，有重整旗鼓，武林的秩序亦有了重新的調整。前浪接後浪，正所謂：江山代有才人出，各領風騷數十年。風雲雖然沉寂，但武林的第二代卻正在鋒芒漸露。
第一個是神鋒，他是斷浪的兒子，手執東瀛第一神刀驚寂，所使的也東瀛第一刀客皇影的七式刀意。剛從東瀛回到中原，就因他與「不滅藍門」的少主藍武長相一模一樣，所以被藍武利用，作為消滅宿敵「勝刀門」門主勝一刀的一顆棋子。但神鋒天生一顆赤子之心，重情重義，陰差陽錯之下反而得到武林幫眾的認同與賞識，多番奇遇之後，武功進步神速，逼使藍武氣極之餘，千方百計要將神鋒置諸死地……
第二個是步天，他是步驚雲之子，為人正直剛義，因緣巧合之下習得一手變化萬千的「無量神掌」，與武林中的惡勢力始終周旋不休……
第三個是易風。他使的武功，表面上是破空元手和混元七殛，那是從其師一狂懷滅處學來的，但他暗地裡卻習得大漠第一神功無相破元氣。他自小在易天賭坊長大，是無父無母的孤兒，唯一的生死之交是神鋒，卻因為神秘的主公百般拉攏，令二人因誤會而反目……一場埸江湖的恩怨情仇，正是由這武林的第二代一幕幕的展開。
神秘的主公終於現身，他竟是東瀛無神絕宮絕無神之子絕心。原來當日，絕心敗於聶風手中後，因緣際會吞服龍元，成就不死之身，功力暴增之餘，絕心矢志尋找風雲報仇，然而卻遍尋不獲，直至風雲二人於雪洞中的霧泉內，得龍元之助，漸漸甦醒過來。
絕心得知風雲再現江湖的消息，為要學得絕世武功以對付風雲二人，他破苦心佛，取大邪王，一心要習得大邪王所藏的邪王十劫，以絕世邪功力戰風雲……
未幾絕心敗戰之後，另一絕世強者「聖王」現身，將故事帶到無名與慕應雄兩兄弟的決戰上面。
劍宗的始創人大劍師，預計到未來中原將有一場浩劫，為了要阻止這一場浩劫，他鑄造了一把英雄劍，唯有能握起這把英雄劍之人，就可解救這場浩劫，可是等待浩劫需時漫長，為免英雄劍寂寞，大劍師多鑄造了一把英雄劍，可是英雄只能成就一人，故最後一把英雄劍注定會折斷，及後無名與慕應雄兩兄弟各自取得一把英雄劍，宿命的安排讓他們必需一戰，結果，慕應雄為了疼惜義弟，故意敗了給無名，並且從此隱居於扶餘國。
風雲死戰斷浪，結果是斷浪敗死，而風雲二人被冰封三十年後，始得龍元之助，從新甦醒過來。
五十多年過去，一直隱居於扶餘國的慕應雄，因為自悉陽壽將盡，不久人世，而他畢生的遺憾，就是不能夠跟義弟無名盡情一戰，於是他處心積慮，甚至乎自斷一手，務求跟已斷手的無名，絕對公平一戰，而同時慕應雄將風雲二人牽制在扶餘國，以免二人插手干預，影響戰果。
二人相約在當年取得英雄劍之地「劍峰」一戰，一場大戰開拓劍道最高境，但最後二人力盡而雙雙墮崖，及後憑著兄弟二人合作，才大難不死，可是當慕應雄雙腳盡斷，無名與之細話當年言笑甚歡之際，慕應雄陽壽之期已到，正當慕應雄剛死，無名亦無聲無息消失，只因他們在雙雙墮崖時曾許諾同生共死。
最後的結局是：劍道無崖遠，生死誓相隨。
由於無名與慕應雄決戰，開啟劍道最高之境「劍界」。劍界的開啟，除了將「劍嶽」從「劍界」中逃出來到武林之外，更引帶武林之上，魔心蠢動，成就十魔，於是以無名為首，連同風雲，在輪圈湖與十魔展開一場惡戰，最終以一招「風神破」將劍界重開，把「劍嶽」等人困於劍界之內，及後易風以暗藏的魅魖與大邪王感應，開破劍界，讓小武等人重返武林。
小武由於無意識地從劍界帶出「玄陰之劍」，意外地被劍晨習得，劍晨因此劍境大進，甚至乎將武無敵殺死，隨後劍晨與步驚雲展開生死一戰，與此同時，劍界中的「魔魁」也來到武林，先後寄體於騎驢少年及藍武身上，最後注魂進入「大劫」之內，為赤猊所用。
劍晨戰敗，江湖風波驟起，無天煉獄赤家，先祖赤火元祖被武林人士逼害，百年遺命最終落在赤絕劍意所寄的絕心身上，最後絕心在龍涎澤中將赤家仇人後代殺害，以血祭祖，正邪雙方死傷慘重，赤雪遂帶同赤家族人，跟隨愛郎連城志離開無天煉獄，並以其父赤絕之名，在中原武林開立門派「赤絕神宮」，廣收正邪勢力，與「驚雲道」、「神風盟」鼎足三分中原武林。
至於小武本身潛藏「玄陰之劍」，在無天煉獄內意外習得「赤火神功」，玄劍與赤火融合為一，成就曠世武學，唯他生性純良，對殺意強大的武功，有所排拒，於是寧願與愛人青越留在北方隱居，以免牽涉中原武林的殺戮紛爭，然而，一場「千秋大劫」卻讓他身不由己。
神僧「僧皇」，臨終前遺下照心鏡給一代奇人「笑三笑」，希望他能夠藉此讓人間避過一場「千秋大劫」，於是「笑三笑」以照心鏡之助，寫成「推背秘卷」，交風雲二人，他們及後與前隱劍流門主隼人天隱連成戰線，以期能夠破解一場「千秋大劫」。另一方面，身份神秘的大當家連同東瀛天皇連城志，正在部署一場奪千秋、斷龍脈的決戰，正式為「千秋大劫」這場浩劫展開序幕。
百年前的武林曾經有一位神秘的人物自稱百曉狂生，百曉狂生通曉武林奇聞異事，並將武林間最神秘莫測和強悍的人或物排了一個榜單，稱之為十二驚惶。其中第十二驚惶卻是連百曉狂生都不知道的存在，更奇的是，這個第十二驚惶最先於江湖出現，已是千多年前。然而，此人並未隨著漫漫歲月物故。他在千多年前出現後，其後每隔百年，總會再在江湖出現一次，屈指一算，“他”至今也該超逾千歲之年。一個人竟能活上千百年，功力亦可能已積累了千百年，其可怕實在可想而知。而這個十二驚惶就是得到了上古瑞獸龍龜之血的笑三笑。
話說在笑三笑在飲得龍龜血之後，擁有不死之身，但是卻在機緣下和一位凡間女子結為連理，笑三笑之妻生下了2個兒子，分別命名“笑驚天”和“笑傲世”。隨著兒子日漸長大，笑三笑卻突感心緒不寧，經過推卦占卜之後驚覺人間將會有一場“千秋大劫”要發生，所以暫別夫人和兩位兒子，同時將自己潛行鑽研的兩套不世奇功“萬道森羅”和“混天四絕”交由夫人保管，並囑咐兩個兒子不可翻閱，之後消失於家人眼前，從此苦心研究如何破解未來劫數。
一晃十五年而過，笑三笑回到家中，竟然發現家中有變故——夫人去世，兒子失踪。最終打聽到兩個兒子竟然自立門戶，因為笑三笑對兩個兒子和夫人的關懷欠缺，加上夫人思念他卻一直到去世也未能見到他一面，所以導致父子感情破裂，使得兒子對父親產生仇恨和厭惡，因此無視笑三笑的命令，分別練成了萬道森羅和混天四絕。但是這兩種武功雖然威力無窮，卻會腐蝕心智體膚，笑三笑認為兒子長此下去會成為武林的魔頭，作為正道決定廢掉兩個兒子，但是最後關頭一念之仁遭到受傷的兩個兒子的暗算，使得兒子趁機逃脫。此乃笑三笑前半生的遺憾，而通過僧皇遺留的照心鏡，笑三笑卻意外地發現千秋大劫竟然是自己的兩個兒子來發動的。
原來兩個兒子重傷之下隱姓埋名，知道父親於武林大義之下必然不會放過自己，於是喬裝登上了去往東瀛的商船，輾轉在東瀛落腳。而後數十年，兩人不斷鑽研父親留下的武功，並積極招兵買馬意欲東山再起。而隨著笑驚天武功的精進，其野心卻越髮變淡，對金錢、名利看得越來越輕，但是對父親的仇恨卻愈加強烈。最後笑驚天改名“大魔神”並夥同弟弟創立了宣化號，將宣化號交給弟弟之後，大魔神逐漸淡出人們的視野，而武功也強悍到一個無以復加的程度；而掌管宣化號的笑傲世，改名“大當家”，不斷招兵買馬，網羅奇人巧士，由於其萬道森羅善於查納人心，因此在短短數年期間，已經實際上掌控了東瀛大部分的軍政和武林勢力。大當家決定趁機掌控東瀛皇室，而這期間起到至關重要作用的就是大當家一手培植起來的隱劍流以及其門主隼人天隱。
話說東瀛一眾，自當年絕無神被無名一劍阻關之後，對中原覬覦已久。但是自從老天皇命絕中原之後，由於無名當年應承了天皇之子“神武一夫”將父親遺骸迎回故土，為感激無名的仁義之舉，昭武天皇鄭重承諾有生之年不犯中原。
但是在當年昭武天皇回歸東瀛之前，與一名中原女子“連穎”一見鍾情並互結連理。女子不久便身懷有孕，苦於中原東瀛壁壘分明，神武一夫不能將連穎母子帶回東瀛，無奈之下，只能派遣心腹“松本崗”等人留在中原加以照顧，並懇求無名在母子危險時能出手相助。無名感於神武一夫信義慨然相允。十月過去，連穎誕下一個男孩，為掩飾其真正身份遂隨母姓，取名“連城志”，隱喻中原東瀛有朝一日能和睦相處，兩地城邑連為一城的志向。為方便日後相認，神武一夫留下一塊帶有“皇”字的玉珏作為憑證之物。
昭武天皇神武一夫回到東瀛後，在皇室的要求下無奈與一名皇族之女成親，但是多年以來未有子嗣，多年以後，隨著神武一夫年事已高，皇族中人恐怕天皇后繼無人。各路藩王怕日後人心散患，便紛紛投靠東瀛正日漸崛起的第一大幫隱劍流，可以說東瀛皇室已經有大部分落入大當家之手。
神武一夫眼見朝中憂患，未免人心歸附隱劍流，便決定公開自己仍有一子留在中原武林之事，並非後繼無人。與此同時，隱劍流獲悉此事，派出大批高手前往中原武林抓捕此子，以便日後要挾控制東瀛皇族各人。
但是，天意弄人，就在連城志7歲時，因為一場惡疾一命嗚呼。松本崗擔心天皇遷怒，於是和連穎商量去附近領養了一名七歲的少年來頂替連成志。在集市，松本崗看中了一名賣身葬父卻不肯屈膝人前的少年，將其買回並聘請大夫替少年將天皇一族的“皇者之骨”刻劃在連城志身上，從此掉包之計天衣無縫，甚至連天皇本人都不能區分。
待得連成志成年，東瀛中原雙方人民互相搶奪，最後終於得步驚雲之力，連成志順利返回東瀛，但是沒有人會想得更多。連成志看似善良忠厚，實則狼子野心，返回東瀛之後，竟然首先弒殺了神武一夫，得到了天皇的寶座，其後便是謀劃重返中原，而其首要就是在江湖武林有立足之地。
當年無天煉獄一役之後，赤絕神宮、驚雲道、神風盟三大勢力鼎足三分中原武林，表明上神風盟廣納正派人士與驚雲道的強權高壓背道而馳，赤絕神宮則是海納百川兼容並蓄，但是實際上卻是當年笑三笑留下畫卷，引導步驚雲和聶風自創各自勢力並假裝對抗，暗地里合謀對付連城誌及大當家的陰謀。
另一方面，隱劍流的隼人天隱表明上歸順於大當家，實際上卻是因為大當家握有自己兒子當人質，而且自己羽翼未豐尚不敢犯上。因此，隼人天隱再度苦練萬道森羅，以求將武功提升到新的境界，然而很快即遇到瓶頸，於是不恥下問向大當家請教要領。大當家則稱萬道森羅精要全在於心，須取命屬不同五行的五人之內臟配以煉丹方可大成。天隱為求達到目標，毫不猶豫便於隱劍流中尋有用之人取其心肺練功。數月間，已殺門眾百餘名。但因果報應不爽，這百餘眾裡其中一人，便有他昔日被大當家劫走十數年未曾見一面的孩子。當隼人天隱發現的時候已晚，這一刻，新仇舊恨交加在一起，天隱終於下定一個一生唯一要達到的目標，那就是手刃不共戴天的仇人大當家。但他武功越強，越更加明白自己和大當家的實力有天淵之別。於是天隱隱忍不發，一方面苦練萬道森羅，一方面等待機會。卻不料大當家早已心知肚明，更將計就計重創了隼人天隱，走投無路的隼人天隱復返中原，邀步驚雲與聶風共同對付大當家。
話說在無天煉獄之戰前，由於絕心的陰謀，聶風之子易風在不知情的情況下給自己的生母第二夢被掉包的解藥，導致了第二夢故去。易風悲憤交加欲找絕心報仇，但是種種際遇之後知曉了連城志的陰謀，為奪得”千秋大劫“中關鍵的神兵”千秋劍“。易風假裝失憶，連城志狐疑之下，指使手下引出步驚雲，並同時安排易風去殺死留在”驚雲道“養傷的步驚雲之子步天。易風遂在當晚無人之際秘密會見步天，告訴他來此的緣由，並要求他幫助他完成兩個任務以博得連成志信任，第一個是奪得千秋劍，第二個是要步天的命。步天最終為幫助易風完成任務，不加以反抗被易風一刀斬殺，易風也因此博得連城志信任。
而獲悉兒子之死的步驚雲怒不可遏，於是追查兇手，最終得悉是連成志所為，於是趁夜綁走連成志，嚴刑拷打並使其不能生育，然後待赤絕神宮精銳盡出尋找連成誌之際，復返赤絕神宮並將其重創。而後又得悉連成誌之妻赤雪已懷有身孕，更是將其擄走，並在驚雲道的校場當著連成誌之面，親手將連成志的孩子殺死於赤雪腹中，最後卻為了不讓連成志夫妻同死而饒他們一命並暗中派懷滅和霍男監視。
懷滅唯恐放虎歸山，因此決議和霍男擊殺連成志，豈料卻中了連成志軍事重八的計謀，奮力衝出圍困卻最終被大當家安排的殺手鐧二豹雙雙擊斃，至此步驚雲與連成志的恩怨已經越積越深。在懷滅及霍男的首級面前，連成志邀步驚雲於白龍溪一決雌雄，步驚云亦決定親手解決這個麻煩。
聶風在當日得悉兒子殺死步天之後，覺得事有蹊蹺，於是沿路追踪，卻不幸落入重八陷阱被生擒。押運途中被隼人天隱救出，並從六當家口中得知白龍溪正是中原龍脈所在。
而京城方面，為防東瀛斷龍脈，皇帝也不得不率領大內高手涉足白龍溪一役，可是這正中大當家下懷。原來大當家需要千秋劍染龍血而後斷龍脈才能徹底根絕中原氣數，而萬道森羅指揮下的六合大陣正是為了對付中原武林的支柱步驚雲，一場武林混戰即將展開。

## 衍生改編
風雲出版至近二十多年（1989年-），一度为香港漫画销量之冠，迄今出版三部，共600余回，并被改编成小说、电影、广播剧、电视剧、遊戲、舞劇和动画等，台湾方面亦曾将其改編成布袋戏。而它的外围产品亦十分之多，包括有主角们的各种大大小小的模型摆设、武器摆设、海报、雨伞、印花衣服及饰物等等。

### 小說
- 風雲，在漫畫原作基礎上改編的小說。

### 影視
| 年份   | 類型   | 名稱               | 主要演員                                                     |
| 1998年 | 電影   | 《風雲：雄霸天下》 | 郭富城、鄭伊健、千葉真一、舒淇、杨恭如、黄秋生、谢天华       |
| 2002年 | 電視劇 | 《風雲：雄霸天下》 | 何潤東、趙文卓、千葉真一、孙兴、王翔弘、吴辰君、陶虹、蒋勤勤 |
| 2004年 | 電視劇 | 《風雲II：七武器》 | 何潤東、趙文卓、孙兴、王翔弘、秦岚、黄奕                     |
| 2009年 | 電影   | 《風雲II》         | 郭富城、鄭伊健 、任達華、蔡卓妍、謝霆鋒                      |

### 舞劇
《風雲》：香港舞蹈團於2014年12月12-14日在香港文化中心大劇院演出，於2016年6月重演，相隔接近十年，2025年2月14-16日於西九文化區戲曲中心第三度公演。

### 廣播劇
《風雲》：香港商業電台於1998年播出的廣播劇。
《發嗡風雲》：香港商業電台約於1998年播出的攪笑廣播劇，由李力持飾步驚雲，森美飾聶風，小儀飾念慈，谷德昭飾雄霸，張達明飾陳浩南。

### 動畫
《風雲決》：2008年中國大陸動畫電影。
《风云变》：蓝弧文化製作的電視動畫。

### 音樂劇
- 風雲5D音樂劇：2017年香港音樂劇，由天星娛樂主辦、天星風雲出品，於2017 年4月6-9,15-16日在紅磡香港體育館舉行演出，而且有5D效果。

### 遊戲
《風雲之天下會》：1998年上市的遊戲，風雲系列最早的遊戲。
《風雲2之七武器》：是2001年由昱泉國際開發、中青旅創先軟件發行的PC角色扮演類遊戲。
《風雲Online》：成都錦天科技於2006年開發的一款網絡遊戲。
《風雲》：是2014年由深圳墨麟開發、Gameone遊戲發行的Web遊戲。
《风云之血战江湖》